# 1870년대 영화
다음은 1870년대의 영화에 관한 정보이다. 1870년대 영화계의 사건과 영화인에 대해 다룬다.

## 사건
- 1874년: 프랑스의 천문학자 피에르 장센이 자신이 직접 고안한 '회전사진기'를 이용해 금성의 태양면 통과 현상을 연속 촬영하는 데 성공했다.
- 1877년: 프랑스의 발명가 샤를에밀 레노가 조이트로프 원통 가운데에 거울을 둘러 프락시노스코프를 발명했다. 레노는 이 프락시노스코프를 응용해 '프락시노스코프 극장' (기계에 관찰상자를 붙인 것), '프락시노스코프 영사기' 등을 만들었으며, 마침내 프락시노스코프를 기반으로 보다 긴 분량의 애니메이션을 영사할 수 있는 대형 기계인 '테아트르 옵티크'를 제작했다. 레노의 발명품은 2년 뒤 미국에서 '인생의 회전목마' (Whirligig of Life)라는 이름의 불법복제판으로 들어오기도 했다.
- 1878년: 미국의 철도왕 릴런드 스탠퍼드가 '말이 달릴 때 네 발을 모두 땅에서 떼는 순간이 있을까'라는 의문을 풀기 위해 영국의 사진가 에드워드 마이브리지에게 촬영 작업을 의뢰했다. 마이브리지는 철선으로 동시 연결된 12대의 카메라로 달리는 말의 모습을 촬영했는데 이것이 바로 <움직이는 말>이다. 촬영 결과 실제로 말이 네 발을 모두 지면에서 떼는 순간이 확인됐다. 이후 마이브리지는 강연을 다니며 자신이 촬영한 연속사진을 주프락시스코프라는 기계로 상영하였다. 마이브리지의 실험에서 영감을 얻은 프랑스의 과학자 에티엔쥘 마레는 동물과 인간의 동작을 기록하고 분석하는 기계를 개발하였고 이를 '크로노포토그라픽 카메라'라 명명하였다.
- 1879년: 미국의 조지 이스트먼이 감광액 코팅기계를 발명하여, 사진 현상용 건판의 대량생산 시대가 열리게 되었다.

## 같이 보기
- 영화
- 19세기 영화
- 1880년대 영화